# Атлантик Телеграф Къмпани
Атлантик Телеграф Къмпани (на английски: Atlantic Telegraph Company) е британска телекомуникационна компания, основана през 1856 година от Сайръс Фийлд, Джон Уоткинс Брет и Чарлс Тилстън Брайт. Тя има за цел изграждането и експлоатацията на кабелна телеграфна връзка, пресичаща Атлантическия океан, първото подводно съоръжение от този мащаб дотогава.
Първоначално с техническата част на проекта е натоварен Уайлдман Уайтхаус, но след неуспешен опит за полагане на подводния кабел е отстранен. Мястото му е заето от Уилям Томсън, дотогава само консултант на проекта, като е създадена новата дъщерна компания Телеграф Кънстракшън енд Мейнтънанс Къмпани. Вторият опит също е неуспешен и отново се налага да се набира капитал с основаването на Англо-Американ Телеграф Къмпани. При третия опит кабелът е успешно положен и предприятието успява да изплати дотогавашните си разходи.